# 武田敬孝
武田 敬孝（たけだ ゆきたか、1820年3月17日（文政3年2月4日） - 1886年（明治19年）2月7日）は、幕末の儒学者。明治時代の官吏。胆沢県権知事。通称は亀五郎。雅号に韜軒、熟軒、天経、伯佐。

## 経歴
大洲藩儒御旗組小頭武田敬忠、新谷藩医久岡氏の女三保子の長男として、伊予国伊予郡中村（愛媛県伊予郡北山崎村を経て現伊予市）に生まれる。大洲藩校で常磐井厳戈に、経史や詩文を山田東海に学んだ。1839年（天保10年）父に代勤して江戸在番の機会を得、大橋訥庵の教えを受け尊王思想を抱くようになる。
学識を認められ足軽小頭から藩主の侍講に登用され、藩校明倫堂教授となり、執政顧問を兼ねた。幕末は尊王諸藩との連携に尽力した。
維新後は明治政府に出仕し、1869年（明治2年8月）胆沢県権知事を拝命。1870年（明治3年5月）まで務めた。ついで静寛院、梨本、華頂の各宮家の家令となり、宮内省に出仕した。1886年（明治19年）2月7日、病没した。

## 親族
- 弟：武田成章（兵学者）[5][1][3][2]